# Cirrospilus sapientia
Cirrospilus sapientia är en stekelart som först beskrevs av Girault 1917.  Cirrospilus sapientia ingår i släktet Cirrospilus och familjen finglanssteklar. Inga underarter finns listade i Catalogue of Life.